# Джон Карлсон
Джон Карлсон (англ. John Carlson; *10 січня 1990 року, Натік, Массачусетс, США) — американський хокеїст шведського походження. Чемпіон світу серед молодіжних команд 2010. Володар кубку Колдера 2009. Володар Кубка Стенлі 2018.

## Кар'єра

### Юнацькі роки
У сезоні 2006—2007 років Джон приєднався до складу команди Хокейної ліги Сполучених Штатів (ЮСХЛ), Індіана Айс. У наступному сезоні зігравши за «Індіану» 59 матчів, він набрав 43 (12+31) очка (найкращий показник серед захисників команди) та допоміг «індіанцям» потрапити в плей-оф. По закінченню сезону Карлсона було обрано в першому раунді драфта новачків НХЛ 2008 року командою Вашингтон Кепіталс під загальним 27-м номером.
2008 рік хокеїст розпочав у складі Лондон Найтс, що представляє Хокейну лігу Онтаріо. За 59 поєдинків він встиг набрати 76 (16+60) очок, посівши друге, після Назема Кадрі, місце в команді за результативністю. У плей-оф, де команда зуміла дійти до фіналу конференції, Джон взагалі посів перше місце серед «лондонців», здобувши 22(7+15) очка лише в 14 матчах і випередивши такого знаного бомбардира, як Джон Таварес. Але оскільки команда не зуміла пройти в фінал, Карлсон приєднався до фарм-клубу «Кепіталс», Херші Бірс, що саме грали в плей-оф АХЛ.

### Професійний рівень
Звісно перехід на дорослий, професійний рівень не міг не позначитися на результативності гравця та все ж Карлсон закинув 2 шайби в матчах за нову команду, зігравши в 16 поєдинках. Команда Джона, «Херші», дійшла до фіналу розіграшу кубка Колдера, де перемогла Манітобу Мус з рахунком в серії 4:2. Тож Джон разом з іншими «ведмедями» став переможцем ліги і володарем головного трофею.
Сезон 2009—2010 років хокеїст проводить у двох командах: Вашингтон Кепіталс та Херші Бірс. Переважно Карлсон грає саме за «Бірс», але час від часу його викликають підсилити склад або замінити травмованого і в основну команду. У Херші хокеїст є найкращим за результативністю серед захисників та одним з найкращих в команді за показником корисності.
В НХЛ, в шести проведених зустрічах, Джон має такі показники: 1 очко, 2 штрафні хвилини, показник корисності «+6».

### Міжнародні виступи
Джон зіграв за молодіжну збірну США на чемпіонаті світу серед молоді, що відбувався в Реджайні та Саскатуні з 26 грудня 2009 по 5 січня 2010 року. У семи поєдинках на турнірі, Карлсон набрав 7(4+3) очок, що стало третім показником із результативності серед захисників. Але найбільшим досягненням для нього на турнірі стали дві закинуті шайби в фінальному поєдинку проти канадців, одна з яких, закинута в овертаймі, стала переможної і дала американцям змогу вдруге виграти золоті нагороди молодіжних першостей.

## Досягнення
- Чемпіон світу серед молодіжних команд 2010
- Володар кубку Колдера 2009
- Володар Кубка Стенлі — 2018.
- Перша команда всіх зірок НХЛ — 2020.

## Статистика
Останнє оновлення: 1 лютого 2010 року
| Сезон        | Клуб               | Ліга         | Регулярний сезон | Регулярний сезон | Регулярний сезон | Регулярний сезон | Регулярний сезон | Плей-оф | Плей-оф | Плей-оф | Плей-оф | Плей-оф |
| Сезон        | Клуб               | Ліга         | І                | Г                | П                | О                | ШХ               | І       | Г       | П       | О       | ШХ      |
| ------------ | ------------------ | ------------ | ---------------- | ---------------- | ---------------- | ---------------- | ---------------- | ------- | ------- | ------- | ------- | ------- |
| 2006—2007    | Індіана Айс        | ЮСХЛ         | 2                | 0                | 0                | 0                | 6                | —       | —       | —       | —       | —       |
| 2007—2008    | Індіана Айс        | ЮСХЛ         | 59               | 12               | 31               | 43               | 72               | 4       | 1       | 0       | 1       | 0       |
| 2008—2009    | Лондон Найтс       | ОХЛ          | 59               | 16               | 60               | 76               | 65               | 14      | 7       | 15      | 22      | 16      |
| 2008—2009    | Херші Бірс         | АХЛ          | —                | —                | —                | —                | —                | 16      | 2       | 1       | 3       | 0       |
| 2009—2010    | Вашингтон Кепіталс | НХЛ          | 6                | 0                | 1                | 1                | 2                | —       | —       | —       | —       | —       |
| 2009—2010    | Херші Бірс         | АХЛ          | 37               | 3                | 28               | 31               | 14               | —       | —       | —       | —       | —       |
| 2010—2011    | Вашингтон Кепіталс | НХЛ          | 82               | 7                | 30               | 37               | 44               | 9       | 2       | 1       | 3       | 4       |
| 2011—2012    | Вашингтон Кепіталс | НХЛ          | 82               | 9                | 23               | 32               | 22               | 14      | 2       | 3       | 5       | 8       |
| 2012—2013    | Вашингтон Кепіталс | НХЛ          | 48               | 6                | 16               | 22               | 18               | 7       | 0       | 1       | 1       | 4       |
| 2013—2014    | Вашингтон Кепіталс | НХЛ          | 82               | 10               | 27               | 37               | 22               | —       | —       | —       | —       | —       |
| 2014—2015    | Вашингтон Кепіталс | НХЛ          | 82               | 12               | 43               | 55               | 28               | 14      | 1       | 5       | 6       | 4       |
| 2015—2016    | Вашингтон Кепіталс | НХЛ          | 56               | 8                | 31               | 39               | 14               | 12      | 5       | 7       | 12      | 4       |
| 2016—2017    | Вашингтон Кепіталс | НХЛ          | 72               | 9                | 28               | 37               | 10               | 13      | 2       | 2       | 4       | 4       |
| Усього в НХЛ | Усього в НХЛ       | Усього в НХЛ | 526              | 62               | 203              | 265              | 166              | 76      | 13      | 22      | 35      | 28      |